# Korea Institute for Advanced Study

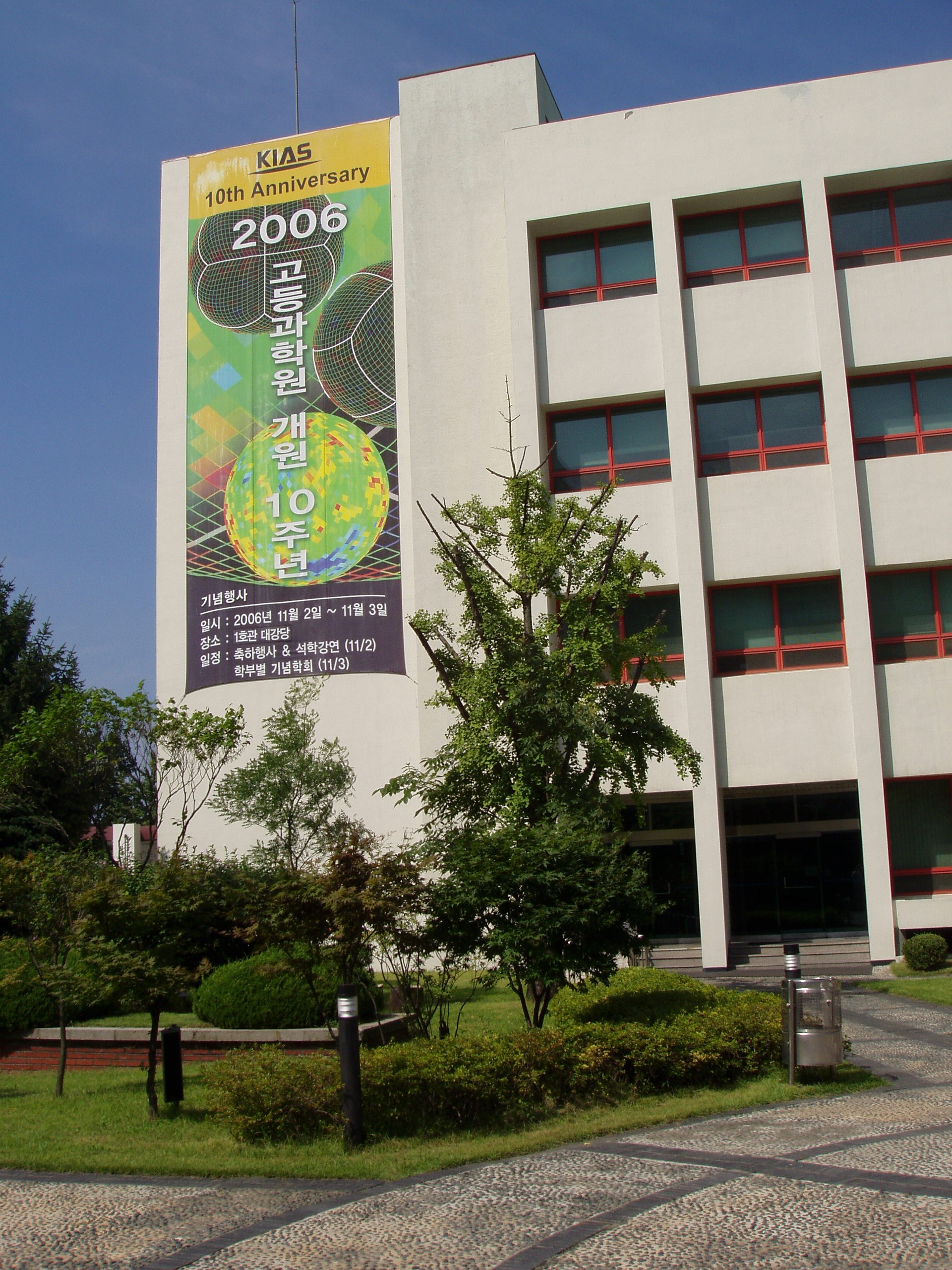
Korea Institute for Advanced Study

El Korea Institute for Advanced Study (한국 고등과학원 KIAS 韓國高等科學院) es un instituto de investigación de matemáticas, física y las ciencias cuantitativas en Seúl.

## Historia
El KIAS fue fundado en diciembre de 1995. En agosto de 1996, Efim Zelmanov fue designado como "Profesor Distinguido" por las matemáticas. En octubre de 1996, tuvo lugar la inauguración de las KIAS. En noviembre de 1996, los institutos de Matemáticas y Física se pusieron a trabajar. En agosto de 1999, Leonard Susskind fue nombrado el "Profesor Distinguido" de Física. En septiembre de 2000, el Instituto de Ciencias Cuantitativas ("computational sciences") empezó a trabajar. Desde el año 2006 hay el Programa "KIAS Scholars". En 2010 el "Centro de Computación Avanzada", en 2013 el "Centro de desafíos matemáticos" y en 2014 el "Centro del universo cuántico" se abrió. En 2015, Ashoke Sen fue nombrado "Profesor Distinguido" de Física, y en 2016 John M. Kosterlitz de Ciencias Cuantitativas.

## Modo de trabajar
En la actualidad (2013) pertenecen al Instituto dos "profesores distinguidos", 23 profesores, 25 "KIAS Scholars" y 103 "Research Fellows". Los "KIAS Scholars" son investigadores externos que durante un periodo de 3 años pasan varios meses al año en el Instituto. Los "Research Fellows" serán empleado durante un período de 2-4 años en el Instituto.
Los temas de investigación del Instituto incluyen geometría algebraica y geometría diferencial, astrofísica, física de partículas y teoría de cuerdas, física estadística, bioinformática e información cuántica.
El Instituto es financiado por el Estado y formalmente afiliado al KAIST.